# Ньютон (футболіст, 2000)
Ньютон Араужо да Коста Жуніор (порт. Newton Araújo da Costa Júnior, нар. 12 березня 2000, Салвадор) — бразильський футболіст, півзахисник клубу «Ботафогу». Виступав також за клуби «Крісіума» та «Ботафогу».

## Ігрова кар'єра
Ньютон народився 2000 року в місті Салвадор, та є вихованцем футбольної школи клубу «Жакуїпенсе». У 2019 році розпочав виступи в основній команді клубу, проте до основного складу команди відразу не пробився, і в 2021 році футболіста відправили в оренду до клубу «Баїя» (Фейра-де-Сантана). У кінці року Ньютон повернувся до «Жакуїпенсе», де грав до кінця 2022 року.
На початку 2023 року футболіст перейшов до клубу «Ботафогу», проте гравцем основного складу не став, і в 2024 році грав у оренді в клубі «Крісіума». З початку 2025 року Ньютон повернувся до складу «Ботафогу».